# AJR (バンド)
AJR（エー・ジェー・アール）は、アメリカ合衆国のバンド。
マルチプレイヤーとして活動するメット3兄弟からなるギターポップトリオ。
代表曲に『アイム・レディー』、『ソバー・アップ』、『バーン・ザ・ハウス・ダウン』、『ウェイ・レス・サッド』、『ワンハンドレッド・バッド・デイズ』、『ウィーク』、『ワールズ・スモーレスト・バイオリン』『バン!』、『アイ・ウォント』、『ザ・ディージェー・イズ・クライング・フォア・ヘルプ』がある。2019年にサードアルバム『ネオシアター』がBillboard 200に8位にランクインし、トップロックアルバムチャートでは1位を記録した。
『バン!』は2021年1月20日にBillboard Hot 100で8位を記録し、彼等の最大のヒット曲であり、アメリカ合衆国でトップ10入りした唯一の曲である。
『AJR』というバンド名は、アダム、ジャック、ライアンの3兄弟の名前の頭文字に由来している。バンドはチェルシーにあるアパートのリビングルームで作曲、プロデュース、ミキシングを行っている。彼らの音楽スタイルは、ポップ、エレクトロニック、ダブステップの要素を組み合わせた『エクレクティック』と評されている。

## 歴史

### 2005–2013: 結成とデビューアルバム
メット兄弟は最初、ニューヨークのマンハッタンにあるチェルシーのアパートのリビングルームで、DIYのギターポップを中心に、自分たちの作品の作曲、プロデュース、ミキシングを始めた。2006年頃、セントラル・パークやワシントン・スクエア公園で路上パフォーマンスをして活動を開始した。当初はジャックがハーモニカ、ライアンがピアノ、アダムがベースを演奏していた。その後、彼らは様々な楽器を演奏するようになる。彼らはカバーの演奏から始まり、2010年に2枚のアルバム、2012年にEPを発表している（現在、これらはすべてのストリーミングサービスから削除されている）
2012年11月、ライアンはオーストラリアの歌手シーアを含む約80人の有名人に彼らの曲『I'm Ready』のビデオのリンクをツイートした。シーアが彼女のマネージャーにこの曲について話したところ、彼はコロンビア・レコードの元社長で現在S-カーブ・レコードのCEO兼創業者のスティーブ・グリーンバーグに連絡した。グリーンバーグは現在、AJRの共同マネージャーとして活動している。 AJRのデビューシングル『I'm Ready』は、スポンジ・ボブのシリーズの初回エピソードから、同アニメの主人公スポンジ・ボブがキャッチコピー「I'm ready」を繰り返し歌うサンプルをフィーチャーし、2013年8月22日に商業的にリリースされた。この曲はSirius XM RadioのTop 20 on 20とHits 1の局でレギュラーに入り、AJRはGood Day New YorkとVH1のBig Morning Buzzでこの曲を披露した。『I'm Ready』の公式ミュージックビデオは、2013年10月15日にVEVOで初公開された。 
AJRは2013年12月20日にデビューEP『6foot1』（後にワーナー・ミュージック・グループと契約後、『I'm Ready』に改名）をリリースした。彼らはClear Channelの2013年10月の「アーティスト・オン・ザ・ライズ」に選出された。2014年までに、バンドはすでに1月にiHeartRadioのトップ40の月間アーティストに選ばれ、2月にはMyspaceの「ワン・トゥー・ウォッチ」に選ばれ、『I'm Ready』は4月に正式にポップラジオに影響を与えた。『I'm Ready』のミュージックビデオは、2023年6月の時点でYouTubeで4000万回再生されている。毎週、何千ものシングルが売れ、ビルボードやニューヨーク・ポストで特集され、トップ40チャートに登りつつあった。『I'm Ready』は2014年5月にNext Big Soundのチャートで1位を獲得した。バンドは2014年7月29日のTodayで同曲を披露した。『I'm Ready』は、カナダとオーストラリアでプラチナ認定を受けていた。

### 2014–2015:InfinityとLiving Room
2014年9月23日にセカンドEP『Infinity』をリリースした。リードシングル『Infinity』を含む5曲が収録されている。 同シングルの歌詞付きビデオも公開された。監督やプロデュースを含む、ビデオの制作の大部分はAJRが担当した。同EPは、2015年3月3日の発売日に延期されたデビューアルバム『Living Room』の代わりにリリースされた。バンドはデビューアルバムの遅れは、彼らの新しい音楽をプロジェクトに加えたかったからだと表明した。
この頃、兄弟は特徴的なファッションをするようになった。アダムは総髭を伸ばし（後に髪も伸ばす）、ジャックも髭を伸ばし、ボンバーハット（これは母親のものだと認めている）をかぶるようになり、ライアンは眼鏡をかけ、髭を剃り、カウリックのヘアスタイルになった。
2015年10月23日、アルバムからボーナストラック『Let The Games Begin』をリリースした。

### 2016–2018:The Click
兄弟は2016年9月16日に、リードシングルである『Weak』を収録した『What Everyone's Thinking』というタイトルのサードEPをリリースした。リードシングルは、このシングルが将来的にヒットすることなど全く考えずに、バンドが数時間のうちに書いたものである。『Weak』は、アメリカ、カナダ、ノルウェー、オランダ、ベルギーでプラチナ、ドイツ、イタリア、スウェーデン、オーストラリアでゴールドに認定されていた。Spotifyでは6億回以上のストリーミングを記録している。
2017年6月9日に2枚目のスタジオ・アルバム『The Click』をリリースし、シングル『Weak』、『Drama』、またウィーザーのフロントマンリであるリヴァース・クオモと共作した『Sober Up』が収録された。この曲は2018年のMediabase Alternative Singlesチャートで1位を獲得している。アルバムをサポートするバンドの2018年のツアー『The Click Tour』では、Hundred Handed、Grizfolk、Ocean Park Standoff、MAXをオープニングアクトに迎えた。
2017年、AJRは、2014年にバラク・オバマが全米の大学キャンパスでの性的暴行を撲滅するために開始した「It's On Us」キャンペーンに賛同して書かれたシングル『It's On Us』をリリースした。
2018年9月21日に『The Click』のエクステンデッド・バージョンがリリースされた。『The Click (Deluxe Edition)』には『Role Models』、『Normal』、『Burn the House Down』といった新曲が含まれており、後者はバンドが2018年3月にシングルとしてリリースし、Mediabase Alternative Singlesチャートで2位を獲得した。また、AJRとEDMアーティストのスティーヴ・アオキ、アメリカのラッパーであるリル・ヨッティがコラボした『Pretender』のアコースティックバージョンである『Pretender - Acoustic』も収録されていた。

### 2019:Neotheater
2019年1月30日、AJRは当時未発表だったアルバム『Neotheater』のファーストシングル『100 Bad Days』をリリースした。3月8日にミュージックビデオが公開された。2019年5月には同曲はテイラー・スウィフトのApple Musicのプレイリスト『Playlist by ME!』に収録された。このプレイリストはテイラーが大好きで感謝している曲を集めたもので、「たぶん、100の最悪な日々が100の最高な物語を生む。100の物語は俺をパーティの主役にする。」という歌詞が説明に使われている。3月5日、セカンドシングル『Birthday Party』を予告した。3月11日、4月26日に発売される3枚目のスタジオアルバムNeotheaterを発表した。3月11日の『ジミー・キンメル・ライブ！』で『100 Bad Days』を披露した。同日にはプロモーションシングル『Birthday Party』を発売した。 4月1日にはセカンドシングル『Dear Winter』が予告され、4月5日にリリースされ、同日のうちにミュージックビデオが公開された。 同アルバムは4月26日にビルボードのトップ・オルタナティブ・アルバムで1位、ビルボードのトップ・ロック・アルバムで1位、ビルボードのトップ200アルバムで8位でデビューを果たした。
10月25日、「プロダクションを変え、感情をアップさせる」ことでこの曲を再構築した「Dear Winter 2.0」をリリースした。

### 2021–2022:OK Orchestraとメジャー契約
2020年2月12日、シングル『Bang!』をリリースし、翌日にミュージックビデオを公開した。 リリース時、シングルはアルバム『Neotheater』のデラックス版に収録される予定だったが、撤回され『OK Orchestra』のリードシングルとなった。続くシングル『Bummerland』を2020年8月31日にリリースした。2020年12月22日、AJRは『My Play』をリリースした。その後、AJRは2020年12月20日、自身のTwitterアカウントなどで『OK Orchestra』を発表した。2021年2月17日、『Way Less Sad』をミュージックビデオ付きで同日リリースした。その後、2021年3月26日に『OK Orchestra』がリリースされた。このアルバムには、ブルーマンとの『Ordinaryish People』を含む13曲が収録されている。 2021年3月21日、AJRのウェブサイトでインタラクティブなゲーム「OKO World」をリリースした。3月23日、アルバムの新グッズが発売された。楽曲『Bang!』での成功により、2021年にビルボード・ミュージック・アワードの「Top Rock Song」賞を受賞した。8月30日、『The Record Player Song』のリミックス『Record Player』と題し、オリジナル出演者のデイジー・ザ・グレートが自分たちの詩とプロダクションを加えたものをリリースした。
2021年11月24日、TikTokやYouTube Shortsで紹介されたことで人気が急上昇した2017年のアルバム『The Click』の収録曲『The Good Part』のミュージックビデオを公開した。
2022年2月9日に『Ordinaryish People』のミュージックビデオを公開した。
2022年5月、AJRはユニバーサル ミュージック グループの子会社であるマーキュリー・レコードと契約した。

#### ハロルドと紫色のクレヨン
2022年3月11日、児童文学『ハロルドと紫のクレヨン』のブロードウェイ版を、演劇プロデューサーのヴィヴェック・J・ティワリーと共同で制作することを発表した。 この公演ではティワリーのTEG+が制作し、バンドによるオリジナル曲が提供される予定である。2022年9月23日、ミュージカルのための台本は、劇作家のロバート・クイレン・キャンプとダン・ローゼンバーグによって書かれることが発表された。この翻案では、原作の本と比較して成長し、人生の後期にあるハロルドが登場する。AJRは「僕たちは『ハロルドと紫のクレヨン』に憧れて育ったけど、もし僕たちが、自身の問題が単に引き離すにはあまりにも深刻なものであることに気づいている、若い大人としてのハロルドを見たらどう思うだろう、と思ったんだ」と語っている。 現時点では、ミュージカルのリリース日は発表されていない。

### 2023:The Maybe Man (TMM)
2022年4月22日、AJRはOK Orchestra Tour再開前に新曲をリリースすることを発表した。彼らはプリセーブのリンクと共に曲のスニペットを共有し、その曲のタイトルは『???』であり、多数のメディアがその曲を『I Won't』と呼んだ。これは、OK Orchestra Tourのセットリストで確認されたようである。『I Won't』は2022年7月29日に正式にリリースされ、その1日後に付随するミュージックビデオが公開された。
2022年11月11日、AJRは『TMM』と書かれたロゴの画像と『TOMORROW』というキャプションを一緒に公開した。
2022年11月12日、AJRは『A NEW ERA HAS BEGUN』というキャプションとともに、新時代を告げるティーザー動画『A NEW ERA HAS BEGUN. TMM.』を公開した。
2022年11月18日、バンドはミュージックビデオをとともに『The DJ Is Crying For Help』を発表した。
2023年1月27日、クインXCIIはAJRをフィーチャーした『Too Late』をリリースした。この曲はクインの5枚目のスタジオアルバム『The People's Champ』のトラック7として収録された。このシングルのリリースは、両者が並んでパフォーマンスするはずだった2020年のEverything Everywhere Tourがキャンセルされた後のことだった。
2023年4月21日、バンドは来るべきアルバムの3枚目のシングルを、『The Dumb Song』というタイトルでリリースした。翌日には、この曲を制作する1年半の長いプロセスの出来事を詳細に描いたミュージックビデオが公開された。
2023年11月10日、The Maybe Manが発売された。発売と同時に『Maybe Man』のミュージックビデオが公開された。このミュージックビデオは、ベルリンミュージックビデオアワード最優秀アニメーション賞に推薦された。

## 人物
AJRの3人兄弟はユダヤ系で、自身を「文化的ユダヤ人（culturally Jewish）」と表現している。父親は建築家のゲイリー・メッツガーで、2023年7月に死去した。
3人はクイーンズ区ベイサイドで育ち、2001年にマンハッタンのチェルシー地区へ転居した。ジャックはマンハッタンのプロフェッショナル・チルドレンズ・スクールに通い、子役として『ピンクパンサー2』や『LAW & ORDER: 犯罪心理捜査班』に出演していた。